# Presidentvalet i USA 1900
Presidentvalet i USA 1900 ägde rum den 6 november 1900 och stod mellan republikanernas kandidat, den sittande presidenten, William McKinley och den demokratiske kandidaten som varit partiets kandidat även i föregående val år 1896, William Jennings Bryan.
Valet vanns av William McKinley med 51,6% av rösterna mot 45,5% av rösterna för William Jennings Bryan.

## Republikanernas nominering
Anmälda kandidater
- William McKinley, USA:s president från Ohio

William McKinley blev åternominerad utan svårigheter och valde därefter den populäre guvernören i New York, Theodore Roosevelt, som medkandidat. Detta berodde på att McKinleys förra vicepresident Garret Hobart hade avlidit år 1899 i tjänsten.

## Demokraternas nominering
Anmälda kandidater
- William Jennings Bryan, kandidat i 1896 års presidentval från Nebraska
- George Dewey, Admiral of the Navy från Vermont

William Jennings Bryan vann nomineringen utan svårigheter och han valde Adlai E. Stevenson, vicepresident mellan 1893 - 1897 som medkandidat.

## Resultat
| Presidentkandidat      | Partitillhörighet | Hemdelstat | Röster     | Röster | Elektorsröster | Medkandidat        | Hemdelstat |
| Presidentkandidat      | Partitillhörighet | Hemdelstat | Antal      | Andel  | Elektorsröster | Medkandidat        | Hemdelstat |
| ---------------------- | ----------------- | ---------- | ---------- | ------ | -------------- | ------------------ | ---------- |
| William Jennings Bryan | Demokrat          | Nebraska   | 6 370 932  | 45,5 % | 155            | Adlai E. Stevenson | Illinois   |
| William McKinley       | Republikan        | Ohio       | 7 228 864  | 51,6 % | 292            | Theodore Roosevelt | New York   |
| Övriga                 | Övriga            | Övriga     | 397 630    | 2,8 %  | 0              |                    |            |
| Totalt                 | Totalt            | Totalt     | 13 997 426 | 100 %  | 447            |                    |            |